# 阿尔泰郁金香
阿尔泰郁金香（学名：Tulipa altaica）是百合科郁金香属的植物。分布在西伯利亚、中亚地区以及中国大陆的新疆等地，生长于海拔1,300米至2,600米的地区，多生长在阳坡或灌丛下，目前尚未由人工引种栽培。